# أيك سولنا
نادي أيك سولنا (بالسويدية: Allmänna Idrottsklubben) نادي كرة قدم سويدي يلعب في دوري كل السويديين الدوري السويدي الممتاز. تم تأسيس النادي في 15 فبراير 1891. فاز في الدوري السويدي 5 مرات وأصبح وصيف الدوري الممتاز 10 مرات.